# Marcelo Tejada

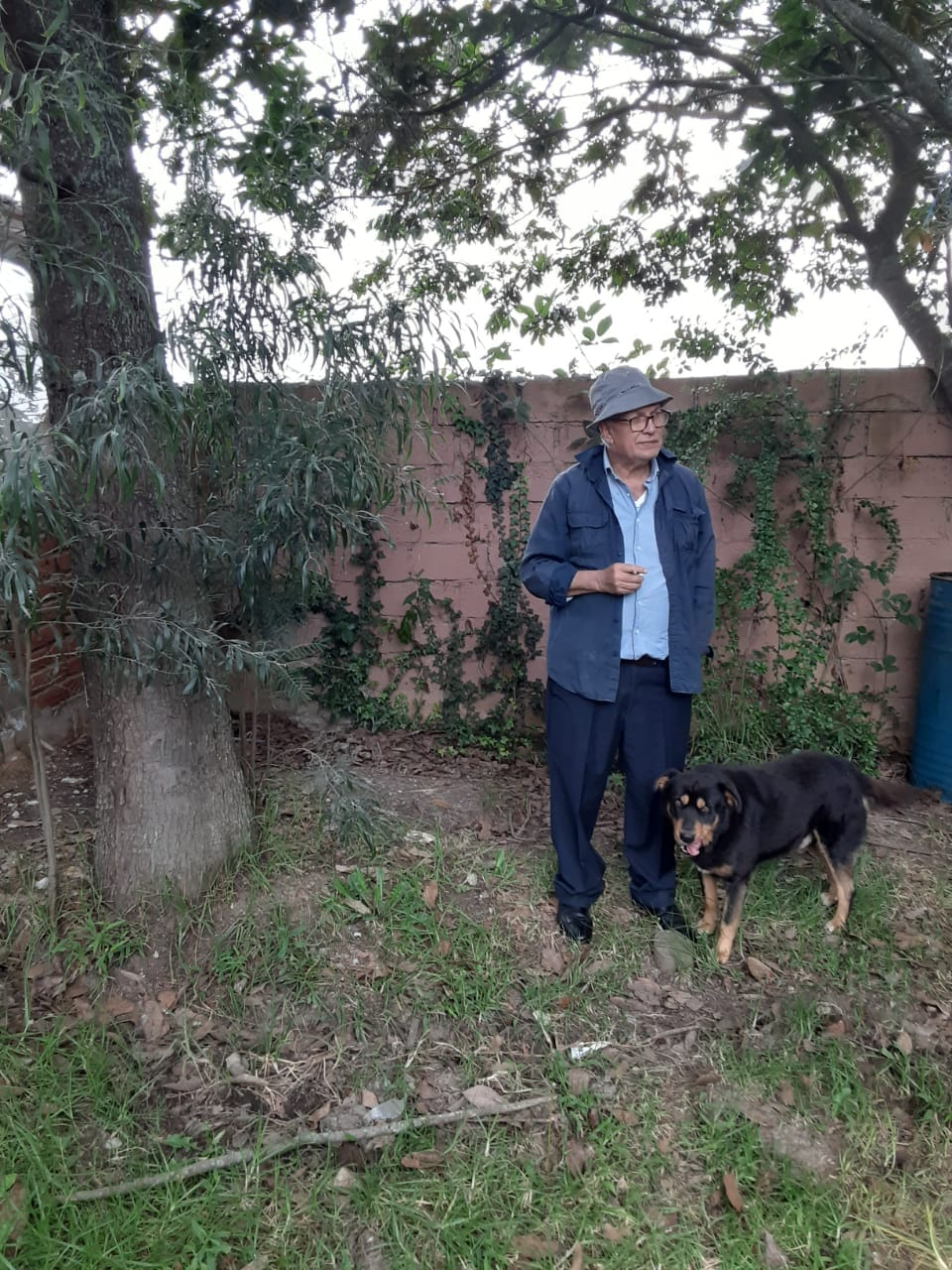

Marcelo Tejada (Quito, 1952) es un artista pintor ecuatoriano con más de 50 años de investigar materiales y técnicas con las cuales ha desarrollado paisaje, figuras humanas, marinas, flores, rostros, collage y abstractos. En 1969, Tejada inicia sus exposiciones, entre individual y colectivas abarca Ecuador, Miami, Kentucky, Paris y Madrid. El artista organiza las experiencia de los periodos geométricos y cubista, y estudia los principios estáticos del grupo Bauhaus, para alimentar su trabajo. Los 'Quitos' de Marcelo Tejada son testigo de su madures pictórica, del dominio de sus materiales y de la conformación de su estilo.

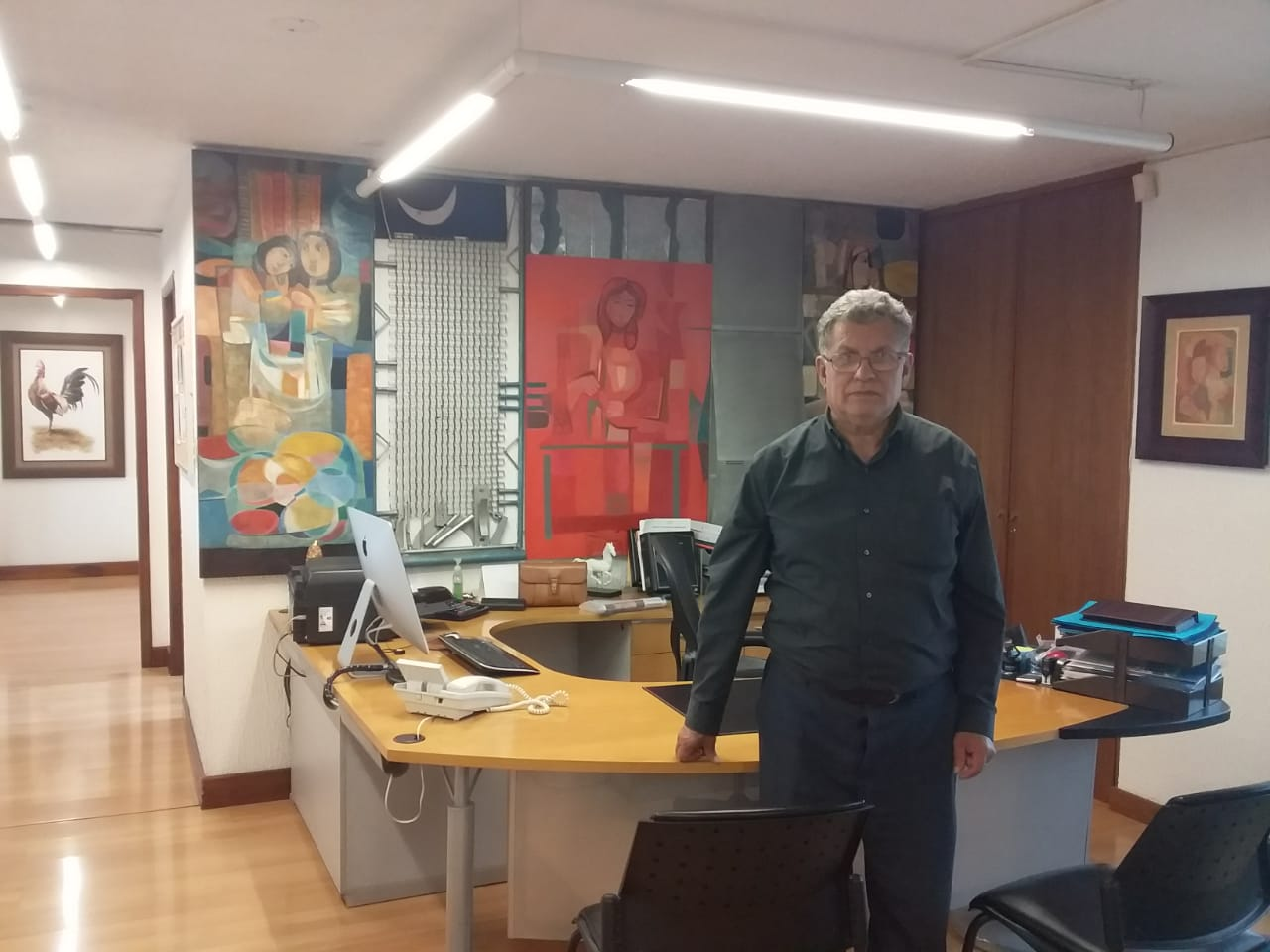

## Biografía

### Carrera

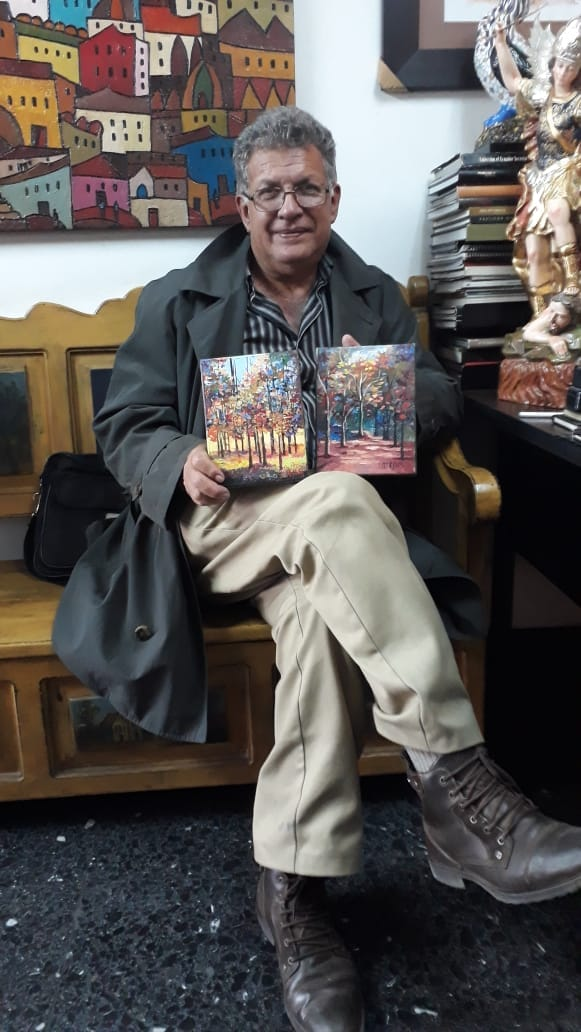

En la trayectoria de Tejada se observa una constante preocupación por investigar materiales y técnicas, lo que le ha servido para ejecutar diferentes series y unidades temáticas. Gran asimilador de cuanto se hace en la plástica, se ha dedicado a la labor pictórica fortalecido con el ejercicio corrector de la inteligencia sobre los impulsos fáciles.
Las primeras obras que ejecuta son figurativas, estudios de rostros, expresiones y características étnicas. También se ejercita en las naturalezas muertas, los paisajes y los interiores; conforme aumenta la producción, la temática va diversificándose aún más. Viaja a Venezuela, donde se aproxima al arte de vanguardia. Al retornar al Ecuador recupera su repertorio de antiguas vivencias, se entrega al color y a la mancha rápida, pero experimenta, además, con el collage y las texturas gruesas. Liberado del dibujo, agudiza su visión y se abre a nuevos derroteros, con lo que da salida una neo figuración renovada.
Quito, la ciudad histórica, inspira algunos de sus cuadros, en los que recompone el paisaje urbano en términos diferentes a los que se había visto en este singular género. Muros y tejados brillantemente coloreados, patios y conventillos de la vieja ciudad, dispuestos con orden o dislocados en el espacio, componen el repertorio con que contribuye a la iconografía quiteña. Sus quitos dan prueba de madurez plástica, del dominio de los materiales y de la confirmación de un estilo. Constituyen una propuesta seria, dotada de fuerza comunicativa y reveladora de sensibilidad. 
Cuando se dedica al uso del collage, técnica que practica por largo tiempo, consigue obras de interesante factura. En todo lo que hace se constata una tensión entre la energía creadora del artista y la inercia de los materiales. Trabaja con acuarela, témpera, óleo y acrílico, usa arena, polvo de mármol, hierro y espejos. Aporta ideas y combinaciones desafiantes, estudia los contrastes entre espacios y superficies, transparencia y opacidad, rigidez y elasticidad.
El sentido del volumen en la pintura, la concepción del color, los empastes gruesos y los collages, productos de su pasión por la materia, tornan reconocibles a sus obras. Con un cuadro neofigurativo gana el primer concurso del premio París, justo reconocimiento a una tesonera labor.

### Trayectoria
1966 Primeros dibujos y pinturas.
1969 al 1971 Gira de observación en Colombia y Venezuela.
1972 Exposición Individual – Centro de promoción artística.
1973 Exposición Individual – Sala Miguel de Santiago. Casa de la cultura Ecuatoriana.
1973 Exposición Individual – Municipio de Quito.
1974 Mención de Honor – Primer Salón de París.
1975 Exposición Individual – Salón de la OEA.
1975 Colectiva – Mini galería.
1976 Salón Nacional de Artes Plásticas – CCE, participación.
1976 Salón Nacional de Acuarela – Témpera – Dibujo – Grabado, participación.
1977 Salón Nacional de Artes Plásticas del Banco Central del Ecuador, participación.
1977 Salón Nacional de Artes Plásticas – CCE Guayas, participación.
1977 Mención de Honor – II Salón de dibujo – témpera – acuarela- grabado.
1977 Salón Nacional Mariano Aguilera – participación.
1978 Mención de Honor, Salón Luis A Martínez – Ambato.
1978 Exposición Individual – Ministerio de relaciones exteriores.
1978 Edita el álbum Presagio con diez reproducciones y algunas obras.
1981 Exposición Individual – Galería Caspicara.
1983 Tercer Premio Salón Nacional “José Abraham Moscoso”, Latacunga.
1985 Exposición Individual – Alianza Francesa
1986 Bienal de Miami – participación.
1987 Exposición Individual – Ministerio de Relaciones Exteriores del Ecuador.
1988 Exposición Individual con el Auspicio de FONCULTURA y el BEDE. 
1988 FONCULTURA y el BEDE financian exposiciones en España y la Fundación Guayasamín.
1988 Premio de París – Salón de París.
1989 Exposición Bipersonal E. Kingman y M. Tejada, dedicada al excelentísimo Sr. Presidente de Francia Francois Mitterrand y su comitiva en la Alianza Francesa.
1989 Colectiva 10 pintores en la Metropolitan Express organizada por la Asociación de Funcionarios Diplomáticos de Organismos internacionales.
1989 Visita Francia y España.
1989 Colectiva “Mansión de Asociaciones de París” organizada por la Asociación Franque-Equatorienne amites franco-ecuatorienes.
1990 “Atelier de Reliure d´Art. Encadrement exhibición temporal París.
1990 Exposición individual Sala de Exposiciones “HOGAR CANARIO” auspiciado por la Embajada del Ecuador FONCULTURA – BEDE, Madrid – España.
1990 - 1991 Exposición Individual Permanente – Galería Estudio Marcelo Tejada - Edificio Pallares Zaldumbide.
1991 Exposición Individual – Fundación Guayasamin
1992 Exposición Individual – Galería del Credit Agricole Paris, Normandia - Francia.
1993 Exposición Individual – Consejo Provincial Cayambe - Ecuador.
1993 Exposición Individual "25 años de pintura" – Fundación Exedra.
1994 Subasta nacional para la defensa civil – Colegio militar Eloy Alfaro. Participación.
1995 Visita Estados Unidos, realiza la serie Soho - temas libres.
1996 Trabaja en el campo "La Merced - Valle de los Chillos - Ecuador"
1997 Exposición individual – Collages – Gallery Hop Kentucky, USA.
1997 Exposición Individual permanente – Galería la Golondrina - Otavalo.
1998 Realiza trabajos en témperas y olios - Otavalo "500 años después de la conquista".
1999 Realiza los primeros estudios y trabajos sobre temas religiosos.
1999 Ilustra el libro "cinco estaciones sin Vivaldi" - Diego Tapia Villagómez 
2002 Exposición Individual de 120 obras en la Galería MarsuArte.
2002 En adelante Exposición Permanente Galerías MarsuArte.
2003 - 2007 Exposición permanente en la Galería Estudio Marcelo Tejada. Barrio La Mariscal
2008 Exposición del desnudo y participación en el libro "El gran libro del Desnudo en la pintura ecuatoriana del siglo XX" editado Casa de la Cultura Ecuatoriana
2008 Participación en la primera exposición de arte urbano "Toros de Colores".
2008 Exposición Colectiva. Galería Sepia - Centro Comercial Iñaquito.
2010 - 2015 Taller exposición permanente en la Galería Estudio Marcelo Tejada. Centro Histórico. Plaza de San Francisco (Quito)